# VQF
Формат VQF, що ґрунтується на технології TwinVQ (англ. Transform-domain Weighted Interleave Vector Quanization — трансформаційно зважене багатошарове векторне квантування) — спосіб стиснення аудіо даних, розроблений найбільшою телекомунікаційною японською компанією Nippon Telegraph and Telephone (NTT), однак основне програмне забезпечення для роботи із цим форматом пропонує фірма Yamaha під маркою SoundVQ. Спосіб стиснення використовується як в стандартних так і власницьких областях застосування. VQF-Файли приблизно на 30-35% менше, ніж MP3, при однаковій якості звуку.

## TwinVQ в MPEG-4
У контексті MPEG-4 Audio ( MPEG-4 Part 3), TwinVQ є аудіо кодеком, оптимізованим для наднизьких бітрейтів близько 8 kbit/s.
TwinVQ є одним з типів об'єктів, визначених у MPEG-4 Audio, опублікованому в підпункті 4 ISO/IEC 14496-3 (вперше з'явилося в 1999 році, як MPEG-4 Audio version 1). Цей тип об'єкта заснований на звичайному методі аудіокодування, який інтегрований з системою AAC, спектральним модулем вирівнювання і модулем зваженого багатошарового векторного квантування. Цей метод має дуже хорошу ефективність для низьких бітрейтів, а також стійкість до помилок і втрат пакетів, так як він не використовує змінне кодування і адаптивний розподіл бітів. Він підтримує масштабований бітрейт, як у випадку з TwinVQ, так і в комбінації з масштабованим AAC.